# 한국난과식물육종가협회
한국난과식물육종가협회는 난과 식물의 신품종 육성과 산업화 촉진을 위하여 기내 신품종육성에 필요한 기술개발과 육성된 품종 보급 및 대외경쟁력을 강화하여 한국농업의 위상을 제고하기 위하여 2011년 11월 8일 설립 허가된 대한민국 농림수산식품부 소관의 사단법인이다. 사무실은 대구광역시 북구 복현동 200-2에 있다.